# Mariánské Radčice
Mariánské Radčice – miejscowość i gmina (obec) w Czechach, w kraju usteckim, w powiecie Most. W 2022 roku liczyła 469 mieszkańców.